# Frydek (gromada)
Frydek – dawna gromada, czyli najmniejsza jednostka podziału terytorialnego Polskiej Rzeczypospolitej Ludowej w latach 1954–1972.
Gromady, z gromadzkimi radami narodowymi (GRN) jako organami władzy najniższego stopnia na wsi, funkcjonowały od reformy reorganizującej administrację wiejską przeprowadzonej jesienią 1954 do momentu ich zniesienia z dniem 1 stycznia 1973, tym samym wypierając organizację gminną w latach 1954–1972.
Gromadę Frydek z siedzibą GRN we Frydku utworzono 29 lutego 1956 w powiecie pszczyńskim w woj. stalinogrodzkim z części obszarów gromady Miedźna w tymże powiecie: wieś Frydek i wieś Gilowice.
1 stycznia 1958 gromada miała 15 członków gromadzkiej rady narodowej.
20 grudnia 1956 województwo stalinogrodzkie przemianowano (z powrotem) na katowickie.
31 grudnia 1961 gromadę zniesiono, a jej obszar włączono do gromad Miedźna (wieś Frydek) i Góra (wieś Gilowice) w tymże powiecie.